# Thymebatis tartarea
Thymebatis tartarea là một loài tò vò trong họ Ichneumonidae.